# Helicogloea augustispora
Helicogloea augustispora är en svampart som beskrevs av Lindsay Shepherd Olive 1951. Helicogloea augustispora ingår i släktet Helicogloea och familjen Phleogenaceae.   Inga underarter finns listade i Catalogue of Life.